# Zenicomus
Zenicomus is een kevergeslacht uit de familie van de boktorren (Cerambycidae). De wetenschappelijke naam van het geslacht werd voor het eerst geldig gepubliceerd in 1868 door Thomson.

## Soorten
Zenicomus omvat de volgende soorten:
- Zenicomus ignicolor Galileo & Martins, 1988
- Zenicomus photuroides Thomson, 1868